# Пунтоне ди Скарлино
Пунтоне ди Скарлино (итал. Puntone di Scarlino), или чак Портиљиони (итал. Portiglioni) је насеље у Италији у округу Гросето, региону Тоскана.
Према процени из 2011. у насељу је живело 503 становника. Насеље се налази на надморској висини од 4 м.